# Église Saint-Michel de Graignes
Pour les articles homonymes, voir Église Saint-Michel.
L'église Saint-Michel est une église catholique située à Graignes-Mesnil-Angot, en France.

## Localisation
L'église est située dans le département français de la Manche, sur le territoire de l'ancienne commune de Graignes, fusionnée en 2007 au sein de la commune de Graignes-Mesnil-Angot.

## Historique

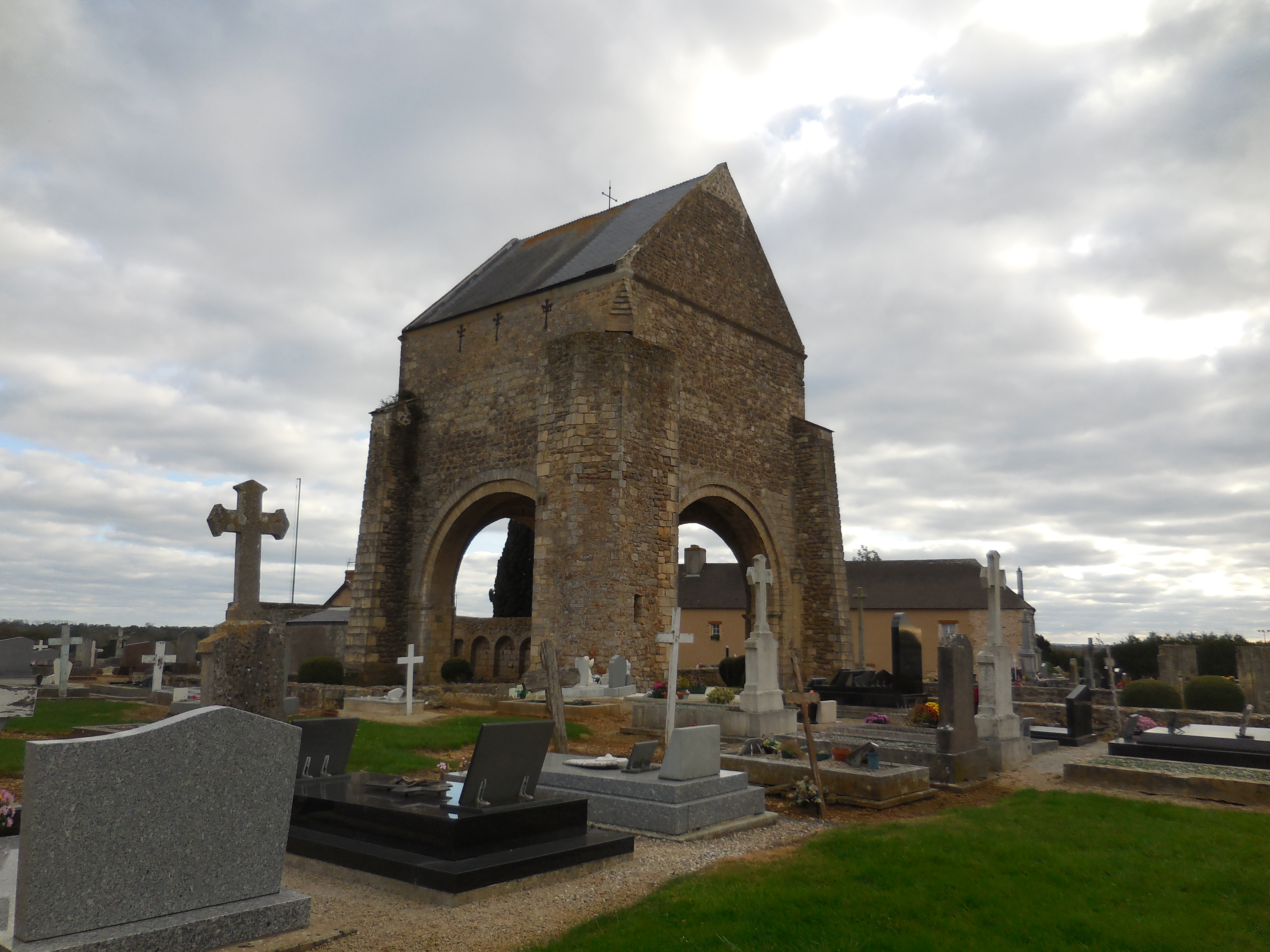
Clocher de l'ancienne église, actuel mémorial.

L'ancien édifice cultuel a été détruit durant la bataille de Normandie, le clocher est cependant conservé et est désormais un mémorial. 
L'église actuelle a été reconstruite de 1956 à 1960 par Guy Pison. 
L'édifice est inscrit au titre des monuments historiques le 16 juin 2005.

## Architecture et décor

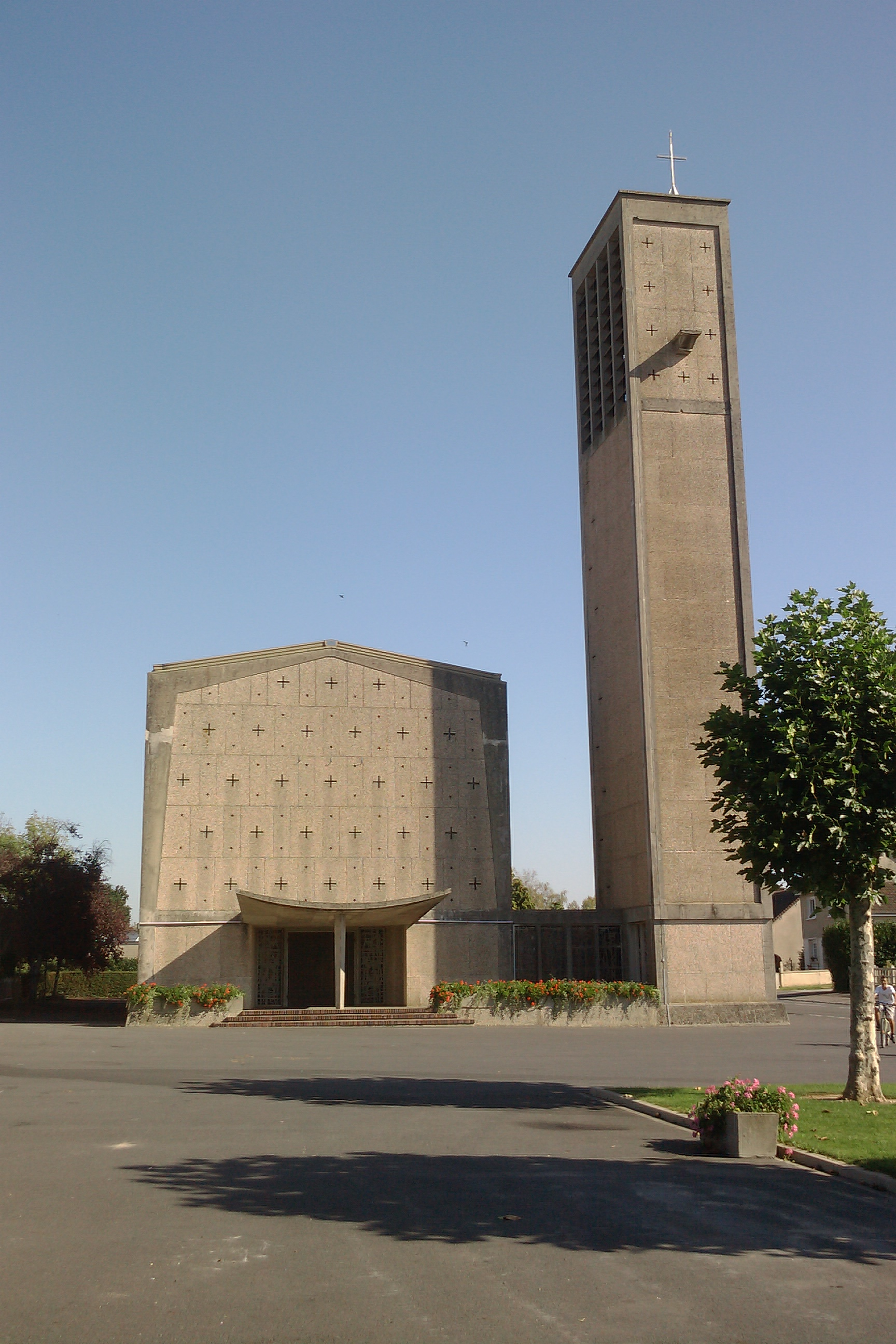